# 이타카 (뉴욕주)
이타카(영어: Ithaca 이서카[*])는 미국 뉴욕주 중앙에 있는 카유가 호(Cayuga Lake) 남쪽 기슭에 위치한 도시이며, 톰킨스군의 군청 소재지이다. 코넬 대학교의 소재지로 잘 알려져 있다. 이타카 칼리지 또한 시의 바로 남쪽에 위치한다. 2000년 도시의 인구는 29,287명이었으며 2004년에는 2.3% 증가한 29,952명이었다.
이타카에 있는 남걀 수도원은 제14대 달라이 라마인 텐진 갸초의 북미 소재지이다.

## 역사

### 지역 산업
이타카는 미국에서 잘 알려진 이타카 건 컴퍼니로 유명하다. 이 회사는 소총 및 샷건으로 유명하였다. 가장 큰 산업은 모스 체인 컴퍼니였으며, 현재는 보그 워너 오토모티브라는 이름으로 뉴욕주 랜싱에서, 에머슨 파워 트랜스미션으로 사우스 힐에서 영업중이다. 2차 세계 대전 후, 네셔널 캐쉬 레지스터와 제너럴 일렉트릭의 랭뮤어 리서치 랩 또한 주요한 사업체였다.

### 고등 교육
1865년 에즈라 코넬에 의해 코넬 대학교가 설립되었다. 그 당시에 평범하지 않았던 남녀공학의 교육기관으로서 문을 열었다. 1870년에 최초로 여학생이 입학하게 되었다. 에즈라 코넬은 또한 이타카 시내에 공공 도서관을 설립하였다. 이타카시의 사우스 힐에 현재 위치한 이타카 칼리지는 1892년에 이타카 음악학교(Ithaca Conservatory of Music)로 설립되었다.

### 영화 산업
20세기 초기 동안, 이타카는 무성 영화 산업에 있어 중요한 중심지였다. 생산된 영화의 가장 흔한 형태는 모험 연속물이었다. 이 영화들은 지역의 자연 경치를 특징으로 했다. 이 영화의 대다수가 현재 스튜어트 공원 (Stewart Park) 부지 스튜디오에서 했던 레오폴트 워튼과 형제인 시어도어 워튼의 작품이었다. 영화 산업은 일년 내 촬영의 가능성을 제공했었던 할리우드에 집중되었고 이타카에 영화 산업은 사실상 중지되었다. 이타카에서 만들어진 무성 영화의 소수가 오늘날 보존되고 있는 상태이다.

## 지리와 기후
카유가 호가 위치한 계곡은 길고 좁다. 이타카는 호수의 남쪽에 있으며 머리 부분이다. 계곡은 도시 뒤쪽 남서쪽까지 지속한다. 호수는 지난 수십만년 이상 플라이스토세 얼음 조각의 활동에 의해 깊고 넓혀졌다.
| 뉴욕주 이타카 (코넬 대학교)의 기후                               | 뉴욕주 이타카 (코넬 대학교)의 기후 | 뉴욕주 이타카 (코넬 대학교)의 기후 | 뉴욕주 이타카 (코넬 대학교)의 기후 | 뉴욕주 이타카 (코넬 대학교)의 기후 | 뉴욕주 이타카 (코넬 대학교)의 기후 | 뉴욕주 이타카 (코넬 대학교)의 기후 | 뉴욕주 이타카 (코넬 대학교)의 기후 | 뉴욕주 이타카 (코넬 대학교)의 기후 | 뉴욕주 이타카 (코넬 대학교)의 기후 | 뉴욕주 이타카 (코넬 대학교)의 기후 | 뉴욕주 이타카 (코넬 대학교)의 기후 | 뉴욕주 이타카 (코넬 대학교)의 기후 | 뉴욕주 이타카 (코넬 대학교)의 기후 |
| 월                                                               | 1월                                | 2월                                | 3월                                | 4월                                | 5월                                | 6월                                | 7월                                | 8월                                | 9월                                | 10월                               | 11월                               | 12월                               | 연간                               |
| ---------------------------------------------------------------- | ---------------------------------- | ---------------------------------- | ---------------------------------- | ---------------------------------- | ---------------------------------- | ---------------------------------- | ---------------------------------- | ---------------------------------- | ---------------------------------- | ---------------------------------- | ---------------------------------- | ---------------------------------- | ---------------------------------- |
| 역대 최고 기온 °C (°F)                                           | 21 (70)                            | 23 (73)                            | 29 (85)                            | 33 (91)                            | 36 (96)                            | 39 (102)                           | 39 (103)                           | 38 (101)                           | 38 (100)                           | 33 (91)                            | 27 (81)                            | 21 (69)                            | 39 (103)                           |
| 일평균 최고 기온 °C (°F)                                         | −0.6 (31.0)                        | 0.6 (33.1)                         | 4.9 (40.8)                         | 12.5 (54.5)                        | 19.6 (67.3)                        | 24.3 (75.7)                        | 26.6 (79.9)                        | 25.8 (78.5)                        | 22.0 (71.6)                        | 15.0 (59.0)                        | 8.2 (46.8)                         | 2.3 (36.2)                         | 13.4 (56.2)                        |
| 일일 평균 기온 °C (°F)                                           | −5.1 (22.8)                        | −4.4 (24.1)                        | −0.4 (31.3)                        | 6.5 (43.7)                         | 13.1 (55.6)                        | 18.1 (64.6)                        | 20.5 (68.9)                        | 19.7 (67.4)                        | 15.7 (60.2)                        | 9.4 (49.0)                         | 3.7 (38.6)                         | −1.6 (29.1)                        | 7.9 (46.3)                         |
| 일평균 최저 기온 °C (°F)                                         | −9.7 (14.6)                        | −9.4 (15.1)                        | −5.7 (21.8)                        | 0.5 (32.9)                         | 6.7 (44.0)                         | 11.9 (53.4)                        | 14.4 (57.9)                        | 13.5 (56.3)                        | 9.3 (48.8)                         | 3.8 (38.9)                         | −0.9 (30.4)                        | −5.6 (22.0)                        | 2.4 (36.3)                         |
| 역대 최저 기온 °C (°F)                                           | −32 (−25)                          | −32 (−25)                          | −27 (−17)                          | −18 (−1)                           | −6 (22)                            | −1 (31)                            | 3 (38)                             | 0 (32)                             | −4 (24)                            | −9 (15)                            | −21 (−5)                           | −30 (−22)                          | −32 (−25)                          |
| 평균 강수량 mm (인치)                                            | 57 (2.24)                          | 50 (1.98)                          | 71 (2.78)                          | 86 (3.40)                          | 81 (3.20)                          | 101 (3.98)                         | 99 (3.90)                          | 96 (3.77)                          | 97 (3.83)                          | 94 (3.70)                          | 75 (2.94)                          | 65 (2.57)                          | 973 (38.29)                        |
| 평균 강설량 cm (인치)                                            | 42 (16.6)                          | 37 (14.5)                          | 30 (12.0)                          | 7.1 (2.8)                          | 0.0 (0.0)                          | 0.0 (0.0)                          | 0.0 (0.0)                          | 0.0 (0.0)                          | 0.0 (0.0)                          | 0.51 (0.2)                         | 12 (4.6)                           | 31 (12.2)                          | 160 (62.9)                         |
| 평균 강수일수 (≥ 0.01 인치)                                      | 16.1                               | 13.1                               | 14.0                               | 13.6                               | 14.6                               | 13.8                               | 12.7                               | 11.7                               | 11.5                               | 15.2                               | 14.1                               | 15.7                               | 166.1                              |
| 평균 강설일수 (≥ 0.1 인치)                                       | 12.3                               | 9.6                                | 7.1                                | 1.7                                | 0.0                                | 0.0                                | 0.0                                | 0.0                                | 0.0                                | 0.1                                | 3.4                                | 9.1                                | 43.3                               |
| 출처: 미국 해양대기청 (평년값: 1991년~2020년, 극값: 1893년~현재) |                                    |                                    |                                    |                                    |                                    |                                    |                                    |                                    |                                    |                                    |                                    |                                    |                                    |

## 인구
| 인구조사              | 인구   | Note  | %±    |
| --------------------- | ------ | ----- | ----- |
| 1870년                | 8,462  |       | —     |
| 1880년                | 9,105  |       | 7.6%  |
| 1890년                | 11,079 |       | 21.7% |
| 1900년                | 13,136 |       | 18.6% |
| 1910년                | 14,802 |       | 12.7% |
| 1920년                | 17,004 |       | 14.9% |
| 1930년                | 20,708 |       | 21.8% |
| 1940년                | 19,730 |       | −4.7% |
| 1950년                | 29,257 |       | 48.3% |
| 1960년                | 28,732 |       | −1.8% |
| 1970년                | 26,226 |       | −8.7% |
| 1980년                | 28,799 |       | 9.8%  |
| 1990년                | 29,541 |       | 2.6%  |
| 2000년                | 29,287 |       | −0.9% |
| 2010년                | 30,014 |       | 2.5%  |
| 2020 (추산)           | 31,755 | [ 4 ] | 5.8%  |
| U.S. Decennial Census |        |       |       |

## 교육
이타카는 뉴욕주의 주요한 교육 중심이다. 이타카 칼리지와 코넬 대학교의 소재지이다. 코넬 대학교에 거의 20,000명과 이타카 칼리지에 6,300명이 등록되어 있어 학생 인구는 매우 높다.